# Jeff Smith (político)
Jeff Smith (Plover, Iowa; 23 de julio de 1967) es un político iowano, miembro del Partido Republicano. Smith es miembro de la Cámara de Representantes de Iowa por el primer distrito, sirviendo desde 2011.